# ديرانغ مولوا
ديرانغ مولوا (بالإنجليزية: Dirang Moloi)‏ (28 نوفمبر 1985 بغابورون في بوتسوانا - ) هو لاعب كرة قدم بوتسواني في مركز الهجوم. شارك مع منتخب بوتسوانا لكرة القدم. أما مع النوادي، فقد لعب مع موتشودي سنتر تشيفز وVasco da Gama F.C. ‏ وCS Don Bosco ‏ ونادي نوتوان ‏.

## روابط خارجية
- ديرانغ مولوا على موقع قاعدة بيانات كرة القدم.إي يو (الإنجليزية)
- ديرانغ مولوا على موقع ناشيونال فوتبول تيمز (الإنجليزية)